# Cecil Balmond

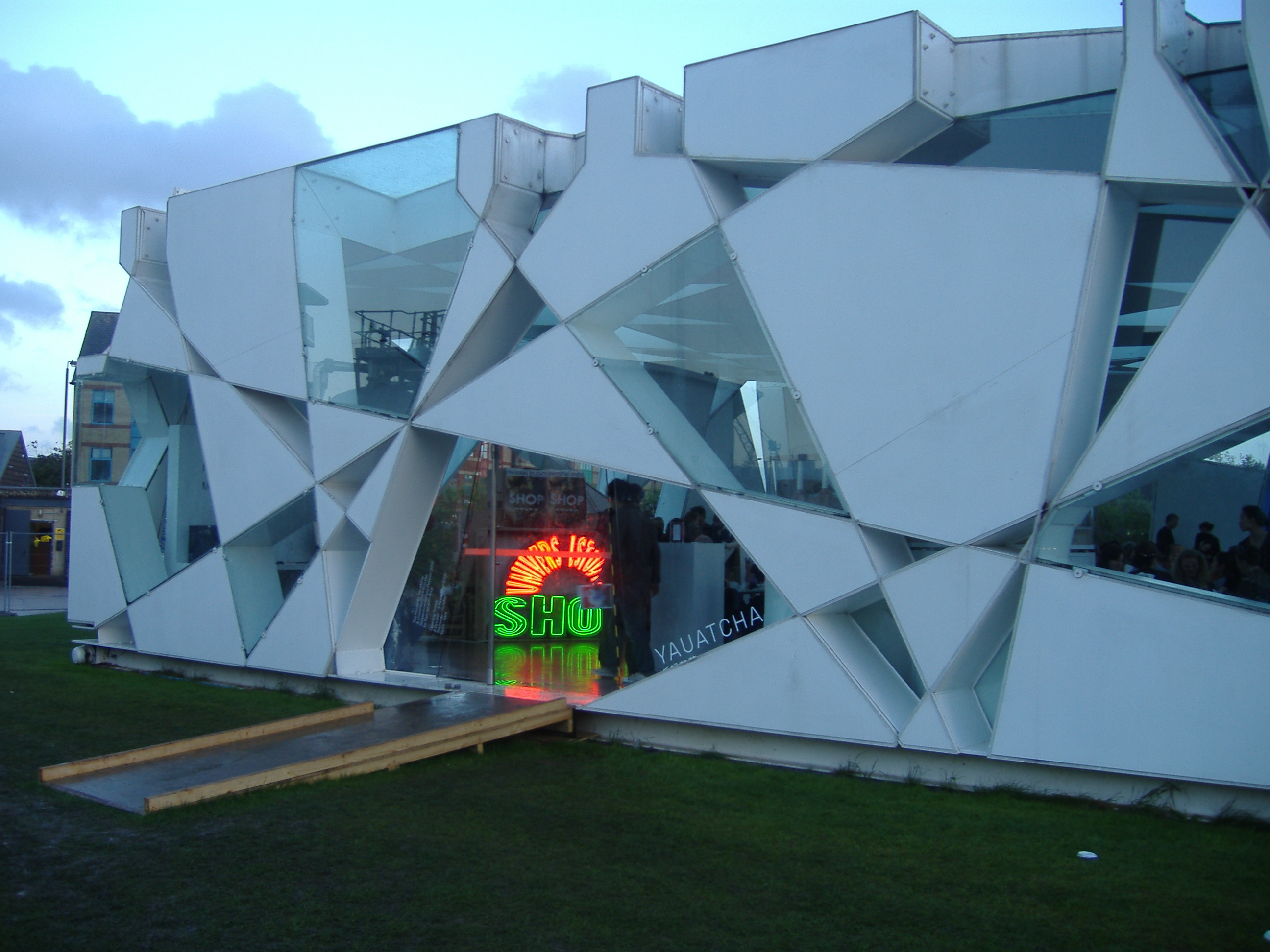
Serpentine Gallery Pavilion (2002)

Cecil Balmond (26 februari 1943) is een wereldwijd bekend ontwerper, kunstenaar, wiskundige, denker en schrijver. Hij is geprezen als "een van de belangrijkste krachten in de hedendaagse architectuur van vandaag". In 2003 ontving hij de prestigieuze RIBA Charles Jencks Award for Theory in Practice en was hij ook geselecteerd voor de Gengo Matsuiprijs, een van de hoogste onderscheidingen voor bouwkundige ingenieurs in Japan voor zijn structuurontwerp voor de Serpentine Gallery Pavilion, naar een ontwerp van Toyo Ito in 2002. Hij doceert veelvuldig en bekleedt momenteel de Paul Philippe Cret leerstoel aan de Penn Design als professor in de architectuur. Hij stichtte er de NSO, Nonlinear Systems Organization, en onderzoeksproject dat design beschouwd als onderzoek.

## Filosofie
Balmond ziet de structuur "als een episodisch en ritmisch leesteken van de ruimte". Zijn werk is te beschouwen als een visuele toepassing van theorieën en heeft geleid tot nieuwe inzichten in de esthetica. Balmonds principe dat conceptuele striktheid in structuur te beschouwen is als architectuur wijzigde in belangrijke mate het uiterlijk van zowel architectuur, kunst en techniek. Zijn dynamische en organisatorische benadering van structuren is het gevolg van de wetenschappelijke analyse van complexiteit en niet-lineaire organisatie. Hij beschouwt het universum als een voortdurend veranderende reeks van patronen. Oude wijsheid en niet-westerse wiskundige archetypen zijn voor hem vitale bronnen. Balmond is van mening dat er steeds sprake is van lyriek. Naast ambacht en techniek, is er steeds ook kunst en poëzie. Balmond verricht onderzoek naar wiskundige begrippen en hun invloed op de natuurlijke vormen en structuren.

## Werk

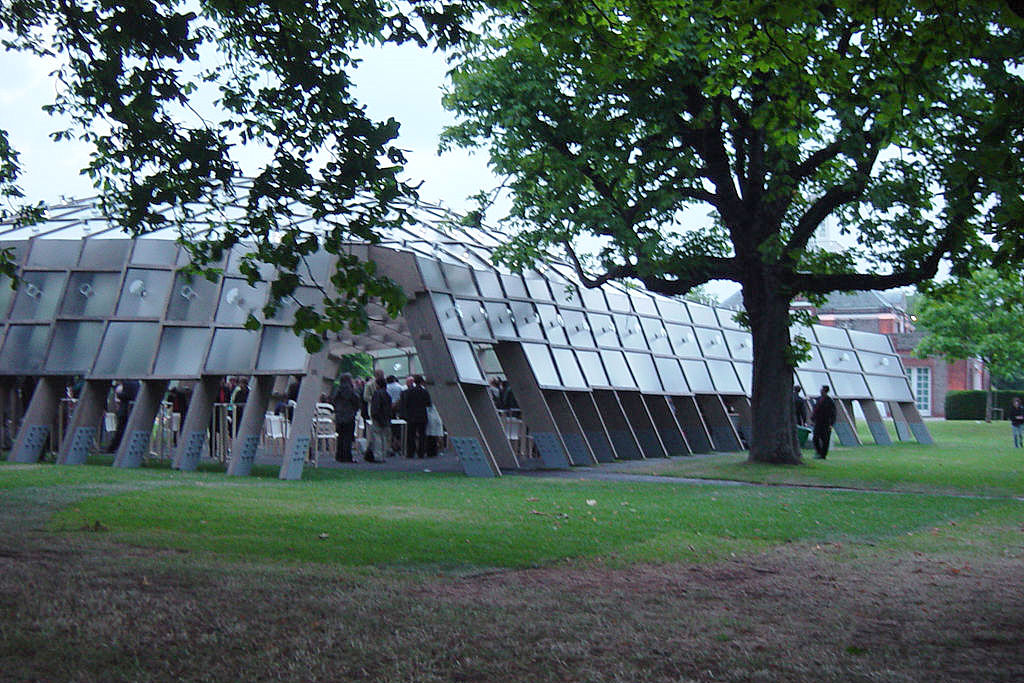
Serpentine Gallery Pavilion,(2005)

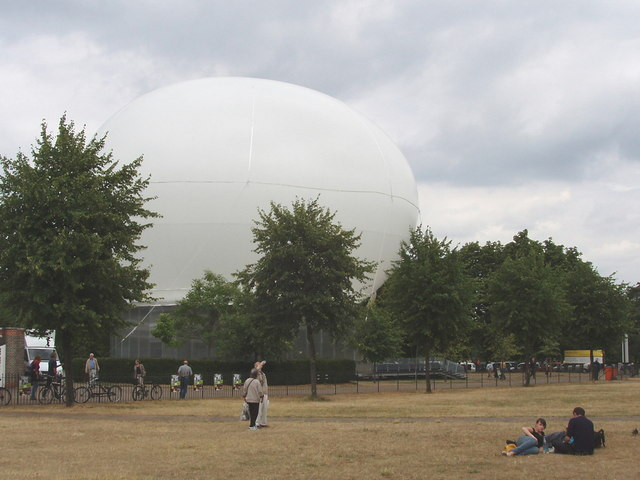
Serpentine Gallery Pavilion,(2006)

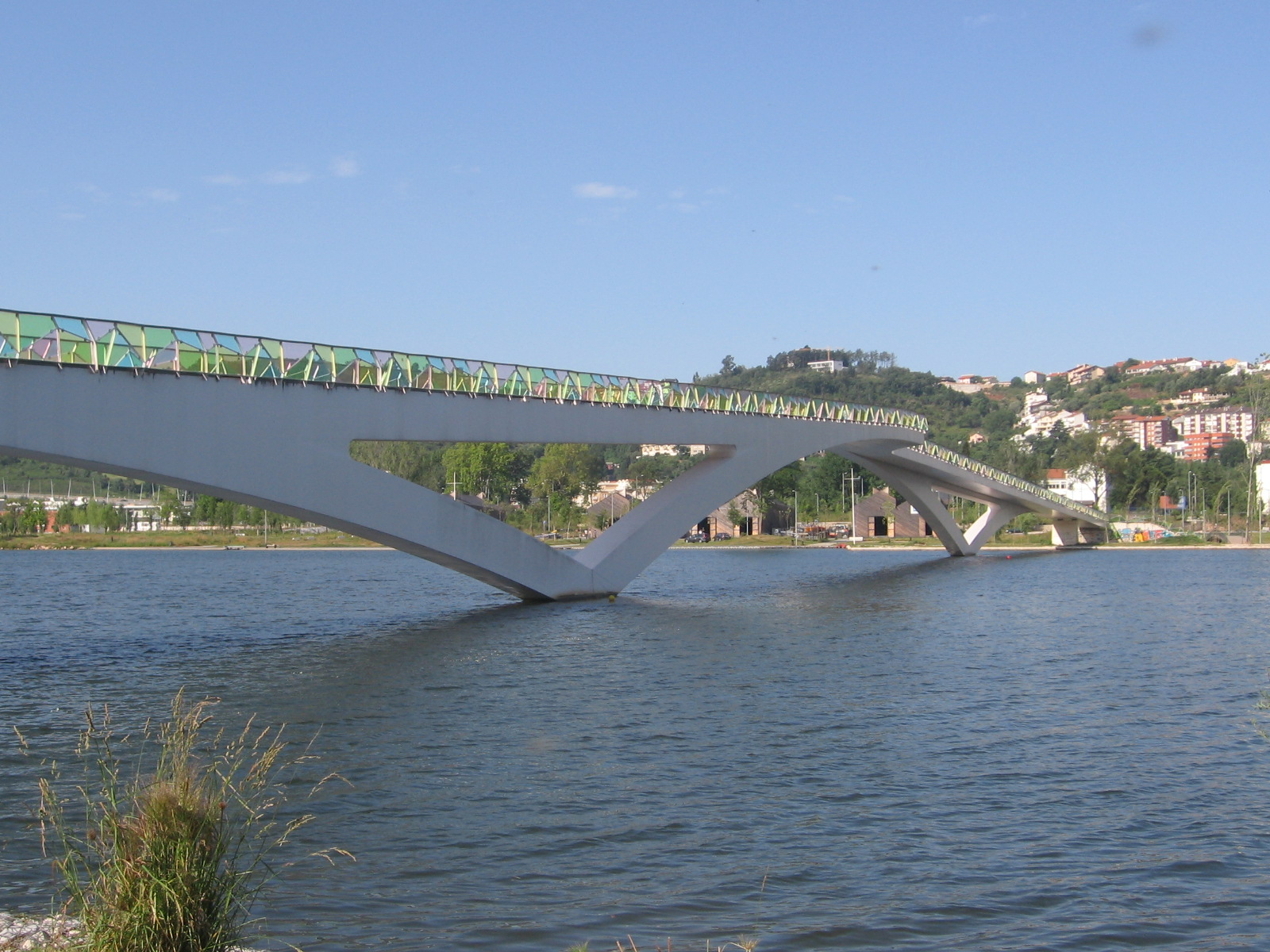
Pedro E Ines loopbrug, Coimbra (2006)

Cecil Balmond is geboren en opgegroeid in Sri Lanka. Hij was er een leerling van het Trinity College Kandy en later studeerde hij bouwkunde aan de Universiteit van Colombo. Na een kort  verblijf in Nigeria verhuisde hij naar Groot-Brittannië. Daar vervolgde hij zijn studie aan de universiteit van Southampton en het Imperial College in Londen.
Balmond trad in 1968 toe tot Ove Arup & Partners en werd er later vicevoorzitter van het kantoor. In 2000 richtte hij binnen het kantoor de AGU (Advanced Geometry Unit) op, een experimentele onderzoeks en ontwerp-eenheid. Architecten, wiskundigen, programmeurs, kunstenaars, musici en wetenschappers bestuderen er structurele systemen, zoekend naar orde en patronen van structuren. Aan de hand van muziek, algoritmen, en de analyse van celstructuren worden er abstracte concepten ontwikkeld als inspiratie voor tektonische vormen.
Sinds haar oprichting heeft de groep samengewerkt met kunstenaar en architecten. Onder zijn artistieke leiding werden ontwerpen gemaakt voor structuren voor het Centre Pompidou in Metz met Shigeru Ban en voor de CCTV-toren met Rem Koolhaas. Het is ook de creatieve kracht achter het high profile Londense Serpentine paviljoen programma. Het paviljoen, dat Balmond ontwierp samen met Toyo Ito, werd gemaakt in glas en wit-gelakt aluminium en lijkt een ogenschijnlijk willekeurige spreiding van lijnen, het product van een algoritme ontworpen door Balmond. Het paviljoen is nu gesitueerd op het terrein van het Beauvallonhotel in zuid-Frankrijk. Balmond ontwierp ook paviljoenen  met Daniel Libeskind (2001), Alvaro Siza en Eduardo Souto de Moura (2005) en Rem Koolhaas (2006).
Balmond werkt geregeld samen met Anish Kapoor. Een van hun meest recente ontwerpen is de Orbit, een 114,5 m hoge sculptuur ontworpen voor de Olympische Spelen van 2012 in het Londense Stratford. Ook voor de Marysas, een witte kunststof trechter bespannen met rood doek met een lengte van veertig meter, opgehangen tussen een cirkelvormig raamwerk, werkten ze samen. De sculptuur werd in 2002 geëxposeerd in de Turbine Hall van Tate Modern in Londen. Ook de reusachtige Tees Valley kunstinstallatie ontwikkelden ze samen.
Andere belangrijke werken van Balmond zijn onder meer een radicale masterplan voor Battersea Power Station (2006) en het project voor de uitbreiding voor het Victoria & Albert Museum samen met Daniel Libeskind (1996).
Balmonds eigen ontwerpen zijn talrijk, waaronder The weave, een brug voor de Universiteit van Pennsylvania (2010) en de Pedro E Ines loopbrug in Coimbra (2006).

## Tentoonstellingen
Balmonds werk en installaties werden o.a. voorgesteld in de tentoonstelling Frontiers of architecture  in het Louisiana museum voor moderne kunst in Kopenhagen, Denemarken (2007).
In januari 2010 was de tentoonstelling Element in de Tokyo Opera City gewijd aan zijn werk.